# Nazionale maschile under 19 di calcio dell'Inghilterra
La nazionale Under-19 di calcio dell'Inghilterra è la rappresentativa calcistica Under-19 nazionale dell'Inghilterra ed è posta sotto l'egida della The Football Association. Nella gerarchia delle nazionali giovanili inglesi è posta prima della nazionale Under-18.
Ogni stagione, l'obiettivo di questa nazionale è di partecipare, attraverso il superamento di due fasi di qualificazione, al campionato europeo Under-19, manifestazione a cadenza annuale tenutasi solitamente a luglio e che, negli anni pari, qualifica le migliori nazionali europee al Mondiale Under-20 dell'anno successivo.

## Palmarès
- Campionato europeo di calcio Under-19: 2

2017, 2022

## Partecipazioni all'Europeo Under-19
| Anno   | Risultato               | PG                      | V                       | N                       | P                       | GF                      | GS                      |
| ------ | ----------------------- | ----------------------- | ----------------------- | ----------------------- | ----------------------- | ----------------------- | ----------------------- |
| 2002   | Primo turno             | 3                       | 0                       | 2                       | 1                       | 6                       | 7                       |
| 2003   | Primo turno             | 3                       | 1                       | 0                       | 2                       | 3                       | 5                       |
| 2004   | Fase Elite              | Fase Elite              | Fase Elite              | Fase Elite              | Fase Elite              | Fase Elite              | Fase Elite              |
| 2005   | Secondo posto           | 5                       | 2                       | 2                       | 1                       | 9                       | 8                       |
| 2006   | Fase Elite              | Fase Elite              | Fase Elite              | Fase Elite              | Fase Elite              | Fase Elite              | Fase Elite              |
| 2007   | Fase Elite              | Fase Elite              | Fase Elite              | Fase Elite              | Fase Elite              | Fase Elite              | Fase Elite              |
| 2008   | Primo turno             | 3                       | 1                       | 1                       | 1                       | 3                       | 2                       |
| 2009   | Secondo posto           | 5                       | 2                       | 2                       | 1                       | 13                      | 7                       |
| 2010   | Semifinale              | 4                       | 1                       | 1                       | 2                       | 5                       | 7                       |
| 2011   | Fase Elite              | Fase Elite              | Fase Elite              | Fase Elite              | Fase Elite              | Fase Elite              | Fase Elite              |
| 2012   | Semifinale              | 4                       | 2                       | 1                       | 1                       | 6                       | 5                       |
| 2013   | Fase Elite              | Fase Elite              | Fase Elite              | Fase Elite              | Fase Elite              | Fase Elite              | Fase Elite              |
| 2014   | Fase Elite              | Fase Elite              | Fase Elite              | Fase Elite              | Fase Elite              | Fase Elite              | Fase Elite              |
| 2015   | Fase Elite              | Fase Elite              | Fase Elite              | Fase Elite              | Fase Elite              | Fase Elite              | Fase Elite              |
| 2016   | Semifinale              | 4                       | 3                       | 0                       | 1                       | 7                       | 4                       |
| 2017   | Campione                | 5                       | 5                       | 0                       | 0                       | 10                      | 2                       |
| 2018   | Primo turno             | 4                       | 1                       | 1                       | 2                       | 4                       | 11                      |
| 2019   | Fase Elite              | Fase Elite              | Fase Elite              | Fase Elite              | Fase Elite              | Fase Elite              | Fase Elite              |
| 2022   | Campione                | 5                       | 5                       | 0                       | 0                       | 12                      | 2                       |
| 2023   | Fase Elite              | Fase Elite              | Fase Elite              | Fase Elite              | Fase Elite              | Fase Elite              | Fase Elite              |
| 2024   | Turno di qualificazione | Turno di qualificazione | Turno di qualificazione | Turno di qualificazione | Turno di qualificazione | Turno di qualificazione | Turno di qualificazione |
| 2025   | Primo turno             | 3                       | 0                       | 2                       | 1                       | 9                       | 11                      |
| Totale | 12/22                   | 48                      | 23                      | 12                      | 13                      | 87                      | 71                      |